# Природно-заповідний фонд Миколаївської області
Природно-заповідний фонд Миколаївської області станом на 1 січня 2014 року налічував 140 об'єктів загальною площею 75 450,27 га. З них 7 об'єктів — загальнодержавного значення, та 133 — місцевого значення. Відсоток заповідності складає 3,07%. 
За кількістю природно-заповідних територій Миколаївська область посідає 23 місце серед регіонів України, за загальною площею — 22, за відсотком заповідності — 23.

## Структура природно-заповідного фонду Миколаївської області станом на 1 січня 2014 року
| Категорія територій та об'єктів ПЗФ                                   | Кількість | Площа, га  |
| Природні заповідники                                                  | 1         | 1 675,7    |
| Біосферні заповідники                                                 | 0         | 2 741,0    |
| Національні природні парки                                            | 2         | 4 1361,28  |
| Заказники загальнодержавного значення                                 | 1         | 1 782,00   |
| Заказники місцевого значення                                          | 54        | 10 657,92  |
| Пам'ятки природи загальнодержавного значення                          | 1         | 11,0       |
| Пам'ятки природи місцевого значення                                   | 43        | 285,96     |
| Ботанічні сади загальнодержавного значення                            | 0         | 0,00       |
| Ботанічні сади місцевого значення                                     | 0         | 0,00       |
| Зоологічні парки загальнодержавного значення                          | 1         | 18,48      |
| Дендрологічні парки загальнодержавного значення                       | 0         | 0,00       |
| Дендрологічні парки місцевого значення                                | 0         | 0,00       |
| Парки-пам'ятки садово-паркового мистецтва загальнодержавного значення | 1         | 28,00      |
| Парки-пам'ятки садово-паркового мистецтва місцевого значення          | 28        | 186,30     |
| Регіональні ландшафтні парки                                          | 5         | 3 9345,20  |
| Заповідні урочища                                                     | 13        | 3 656,70   |
| Разом                                                                 | 140       | 101 749,54 |
| З них входять до складу територій інших об'єктів ПЗФ                  | 22        | 26 299,27  |
| Фактична площа ПЗФ                                                    |           | 75 450,27  |

## Території та об'єкти природно-заповідного фонду загальнодержавного значення
| Зображення | Назва території чи об'єкта ПЗФ                                                             | Категорія                                | Тип       | Площа, га | Район, місто | Місце розташування території чи об'єкту ПЗФ | Назва установи, підпрємства, організації, землекористувача (землевласника), у віданні якого знаходиться територія чи об'єкт ПЗФ | Рішення, згідно з яким створено (змінено) дану територію чи об'єкт ПЗФ |
| ---------- | ------------------------------------------------------------------------------------------ | ---------------------------------------- | --------- | --------- | --- | ------------------------------------------- | --- | --- |
|            | ділянки Чорноморського біосферного заповідника: Волижин ліс, острів Довгий, острів Круглий | біосферний заповідник                    |           | 2 741     | Очаківський район |                                             | НАН України | Постанова Ради Народних комісарів УРСР від 14.07.27 № 172 , Указ Президента України від 26.11.93 р. № 563/93. Розширено Указом Президента України від 25.02.09 р. № 100/2009 |
|            | Всього біосферних заповідників                                                             | 0                                        |           | 2 741     | |                                             | | |
|            | Єланецький степ                                                                            | природний заповідник                     |           | 1 675,7   | Єланецький район, Новоодеський район                                                                                     |                                             | Міністерство екології та природних ресурсів України                                                                             | Указ Президента України від 17.07.96 № 575/96 |
|            | Всього природних заповідників                                                              | 1                                        |           | 1 675,7   | |                                             | | |
|            | Бузький Гард                                                                               | національний природний парк              |           | 6 138,13  | Кривоозерський район, Первомайський район, Арбузинський район, Вознесенський район, Доманівський район, Братський райони |                                             | Міністерство екології та природних ресурсів                                                                                     | Указ Президента України від 30.04.09 № 279/2009 |
|            | Білобережжя Святослава                                                                     | національний природний парк              |           | 35 223,15 | Очаківський район, Березанський райони                                                                                   |                                             | Міністерство екології та природних ресурсів                                                                                     | Указ Президента України від 16.12.2009 № 1056/2009 |
|            | Всього національних природних парків                                                       | 2                                        |           | 41 361,28 | |                                             | | |
|            | Рацинська дача                                                                             | заказник                                 | лісовий   | 1 782     | Вознесенський район |                                             | ДП «Вознесенське лісове господарство»                                                                                           | Постанова Ради Міністрів УРСР від 28.10.74 № 500; |
|            | Разом заказників лісових                                                                   | 1                                        |           | 1 782     | |                                             | | |
|            | Всього заказників загальнодержавного значення                                              | 1                                        |           | 1 782     | |                                             | | |
|            | Мостівський парк                                                                           | парк-пам'ятка садово-паркового мистецтва |           | 28        | Доманівський район |                                             | ДП «Веселинівське лісове господарство»                                                                                          | Постанова Ради Міністрів УРСР № 105 від 29.01.60; |
|            | Всього парків-пам'яток садово-паркового мистецтва загальнодержавного значення              | 1                                        |           | 28        | |                                             | | |
|            | Степок                                                                                     | пам'ятка природи                         | ботанічна | 11        | Казанківський район |                                             | ДП «Володимирівське лісове господарство»                                                                                        | Розпорядження Ради Міністрів СССР від 14.10.75 № 780; |
|            | Разом пам'яток природи ботанічних                                                          | 1                                        |           | 11        | |                                             | | |
|            | Всього пам'яток природи загальнодержавного значення                                        | 1                                        |           | 11        | |                                             | | |
|            | Миколаївський зоопарк                                                                      | зоопарк                                  |           | 18,48     | Миколаїв |                                             | Миколаївський зоопарк | Постанова Ради Міністрів СРСР від 22.07.83 № 311 |
|            | Всього зоопарків загальнодержавного значення                                               | 1                                        |           | 18,48     | |                                             | | |
|            | Всього територій та об'єктів ПЗФ загальнодержавного значення                               | 7                                        |           | 47 617,46 | |                                             | | |